# Флинн, Уильям
Уильям Дж. Флинн (англ. William J. Flynn, 1867, Нью-Йорк — 14 октября 1928, Ларчмонт, штат Нью-Йорк) — директор Бюро расследований с 1 июля 1919 по 21 августа 1921.
Родился в Нью-Йорке. Флинн начал свою карьеру в 1897 году после получения государственного школьного образования. Его первым назначением является посредник в Секретной службе США. Флинн завоевал признание в 1911 году, когда он успешно реорганизовал детективные силы Нью-Йорка (англ. New York City Detective force) и вернулся в секретную службу в качестве директора (1912—1917). Во время Первой мировой войны он работал начальником секретной службы США железной дороги (англ. United States Railroad Secret Service), занимался расследованием угроз саботажа.
В 1919 году Флинн был назначен директором Бюро расследований. Генеральный прокурор Палмер высоко оценил его новое назначение как «ведущий, организованный детектив Америки… Флинн является анархистом-истребителем… величайший анархист-эксперт в США». 27 сентября 1921 года Флинн подал в отставку. Генеральный прокурор Гарри Догерти назначил Уильяма Дж. Бёрнса после его отставки.
Флинн умер от сердечного приступа в 1928 году в Ларчмонте, штат Нью-Йорк.